# 伦山前松德海姆
伦山前松德海姆是德国巴伐利亚州的一个市镇。总面积18.58平方公里，总人口995人，其中男性480人，女性515人（2011年12月31日），人口密度54人/平方公里。